# Обозеро
Обо́зеро — крупное озеро в Обозерском городском поселении Плесецкого района Архангельской области России (бассейн реки Северная Двина). Высота над уровнем моря — 94 м.

## Гидрография
Относится к Двинско-Печорскому бассейновому округу. Площадь поверхности — 2,4 км². Площадь водосборного бассейна — 335 км². Крупный приток — Илекса. Из водоёма вытекает река Ваймуга (приток Емцы).
Озеро фактически состоит из двух частей, отчего и получило своё название. Северо-западная часть называется озеро Чёрное и соединяется с остальным Обозером протокой. В северной части озера, у залива Лохта, находится деревня Малые Озерки, которая была административным центром Яковлевской волости Холмогорского уезда, затем — Архангельского уезда. У деревни ширина озера достигает 500 метров.

## Ихтиофауна
Ранее озеро было богато рыбой: щука, окунь, плотва, лещ, хариус, сиг, ряпушка, язь. Ныне, из-за браконьерства жителями посёлка Обозерский, рыбы в озере стало очень мало.

## Топографическая карта
- Лист карты P-37-21,22 Обозерский. Масштаб: 1 : 100 000. Издание 1998 г.